# Sjaak van Rhijn

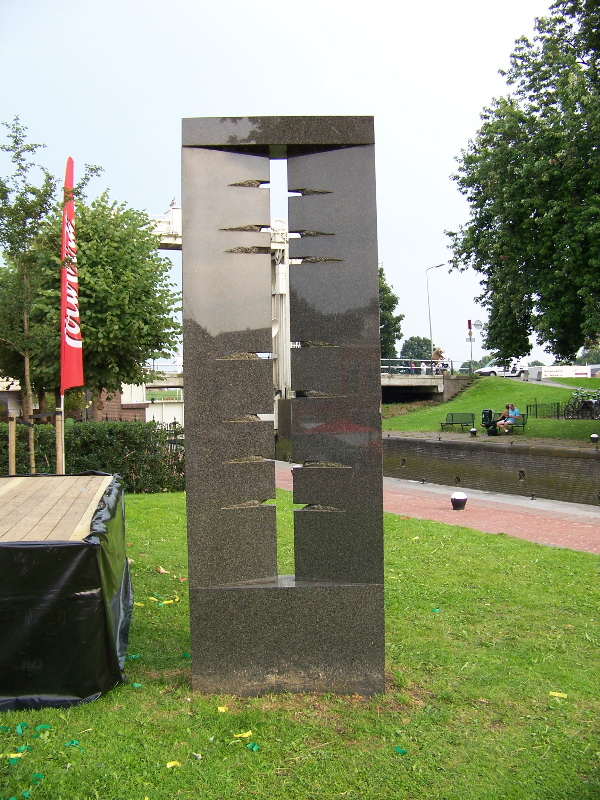
Locks (1992), nabij de Mallegatsluis, Gouda

Jacobus Adrianus Anthonius (Sjaak) van Rhijn (Gouda, 23 september 1950) is een Nederlandse beeldhouwer.

## Leven en werk
Van Rhijn, opgeleid aan de Rotterdamse kunstacademie, werkt beurtelings in Frankrijk (Larochemillay) en in Nederland (Gouda). Hij ontving de aanmoedigingskunstprijs van de gemeente Gouda.
Na eerst met keramisch materiaal, basalt, graniet, marmer en glas gewerkt te hebben maakt hij in zijn recente werken vooral gebruik van leisteen.

## Werken (selectie)
- Bronzen bollen (1981) Crabethplantsoen Gouda [3]
- Locks (1992), Goudse beeldenroute Gouda
- Herdenkingsmonument (1995), Krimpen a/d IJssel
- Earth Spots (2004), De Jong Gortemaker Algra architecten
- Wandreliëf van glas (2013) Paleis van Justitie locatie te Amsterdam[4]